# 哲学堂公园
哲学堂公园（日语：／ Tetsugakudō Kōen）是一座位于東京都中野区的公園。
東洋大学创始人井上圆了最初在这里建造了纪念苏格拉底、康德、孔子、释迦摩尼的“四聖堂”。四聖堂在当时也被称为哲学堂，回来直接成为了公园的名字。

## 歷史
- 鎌倉時代 - 武将和田義盛（日语：和田義盛）的居所。
- 1904年（明治37年） -井上圆了建立四聖堂。
- 1909年（明治42年）-1912年（大正元年） - 哲理門、六賢台、三学亭建筑物逐步建成。
- 1944年（昭和19年） - 井上圆了死后，按照其遺志寄贈给東京都。
- 1975年（昭和50年） - 中野区管轄。
- 2006年（平成19年） - 4月由指定管理者管理运营。
- 2009年（平成21年） - 被指定为東京都的名勝。

## 施設

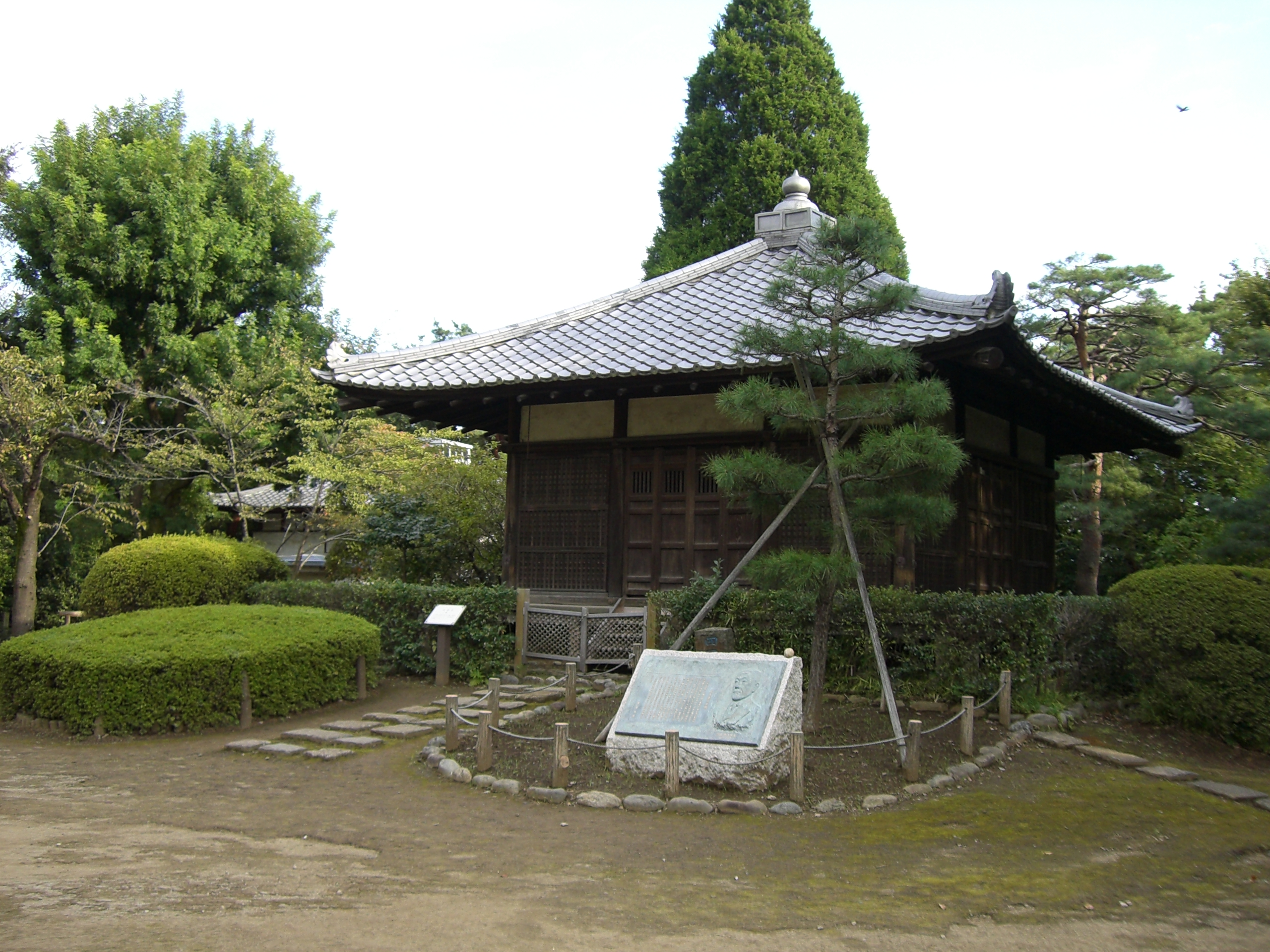
四聖堂（哲学堂）

1哲学關、2真理界、3鑽仰軒、4哲理門、5一元牆、6常識門、7髑髏庵、8復活廊、9鬼神窟、10接神室、11霊明閣、12百科叢、13時空岡、14四聖堂、15唱念塔、16六賢台、17天狗松、18筆塚、19懷疑巷、20経驗坂、21感覚巒、22万有林、23三字壇・哲史塀、24三祖碑、25唯物園・哲史蹊、26物字壇、27客観廬、28進化溝、29理化潭、30博物隄、31数理江、32観象梁、33神秘洞、34狸燈、35後天沼、36原子橋、37自然井、38造化澗、39二元衢、40学界津、41独断峡、42唯心庭、43心字池、44倫理淵、45理性島、46心理崖、47鬼燈、48概念橋、49先天泉、50主觀亭、51認識路、52直覺徑、53論理域、54演繹観、55帰納場、56意識驛、57絶對城、58聖哲碑、59観念脚、60觀察境、61紀念碑、62相對溪、63理想橋、64理外門、65幽靈梅、66宇宙館、67皇国殿、68三学亭、69硯塚、70無尽藏、71万象庫、72向上楼、73望遠橋、74星界洲、75半月台(76与77不明)
- 四聖堂（哲学堂） - 供奉東洋的释迦牟尼与孔子、西洋的苏格拉底与康德。公園的中心建筑。
- 六賢台 - 供奉日本的聖德太子、菅原道真，中国的庄子、朱子、印度の龍樹、迦毗罗。
- 哲理門 - 哲学堂的正門。天狗与幽灵位居两侧，天狗象征物質界、幽灵象征精神界。
- 三学亭 - 纪念日本的神学、儒学、佛教学（日语：仏教学），供奉平田篤胤、林羅山、釈凝然。
- 三祖苑 - 纪念思想史的始祖，供奉中国的黄帝、印度的足目仙人、希腊的泰勒斯三块石碑。

## 公園内的建築物

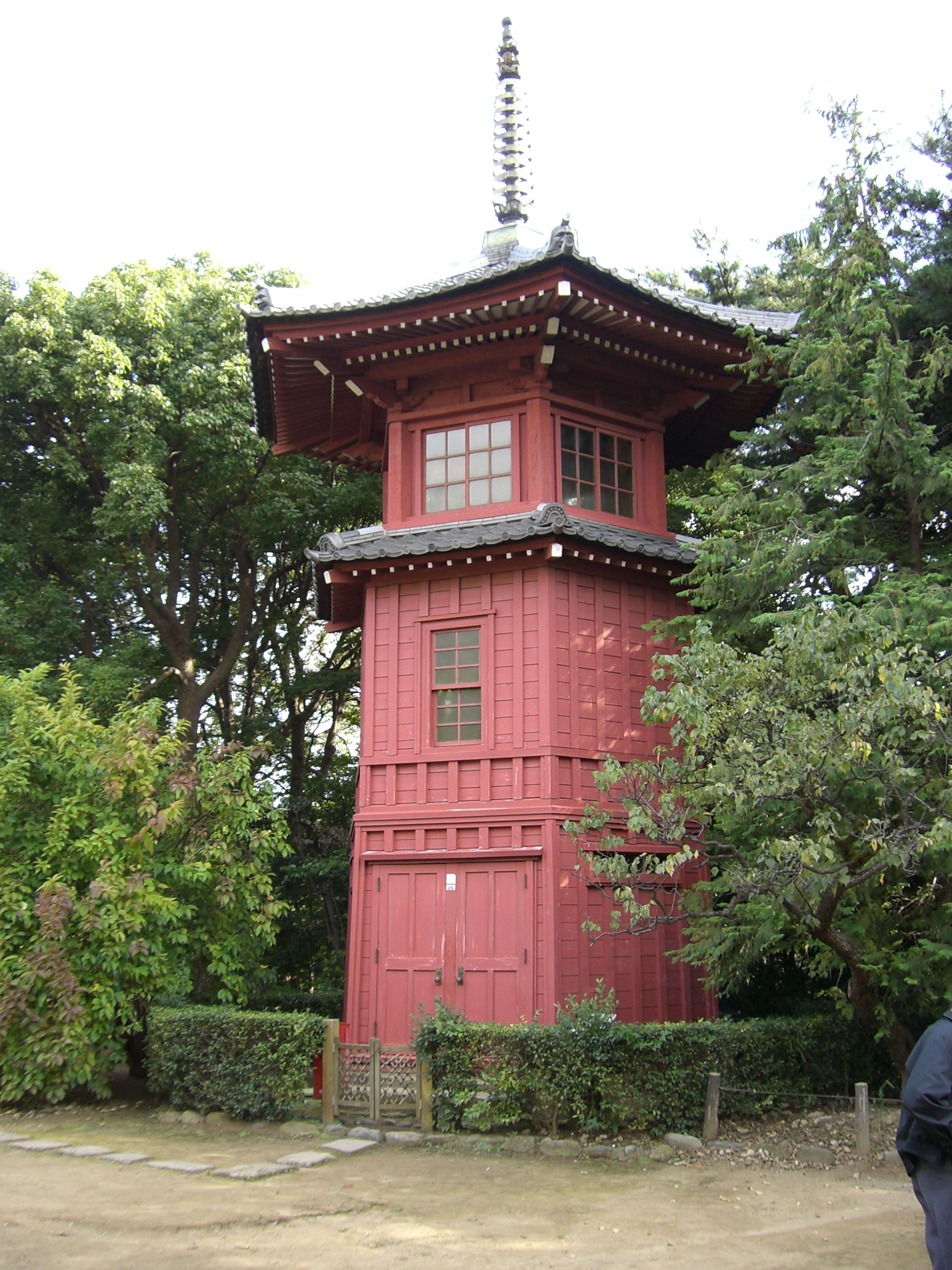
六賢台
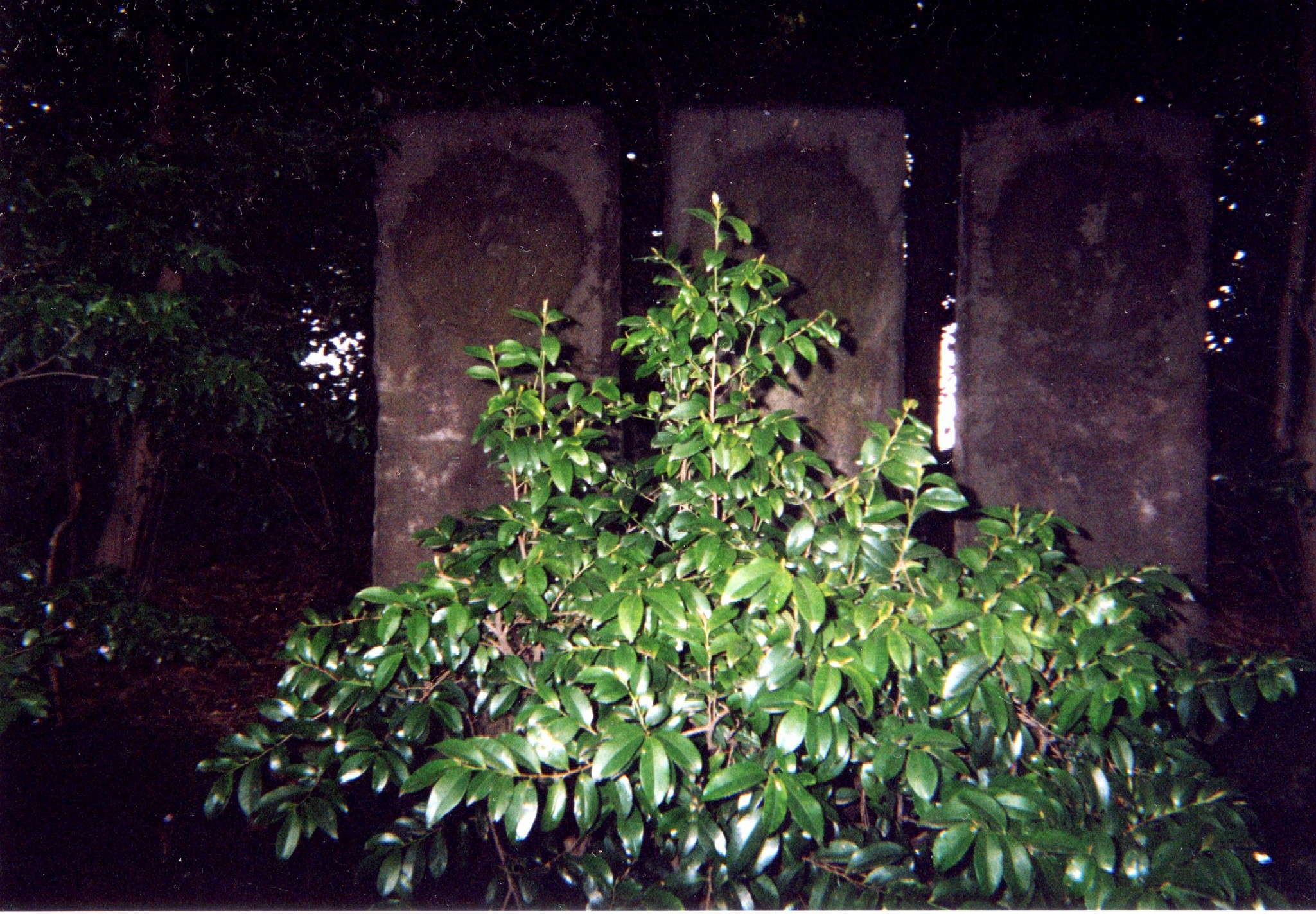
三祖苑
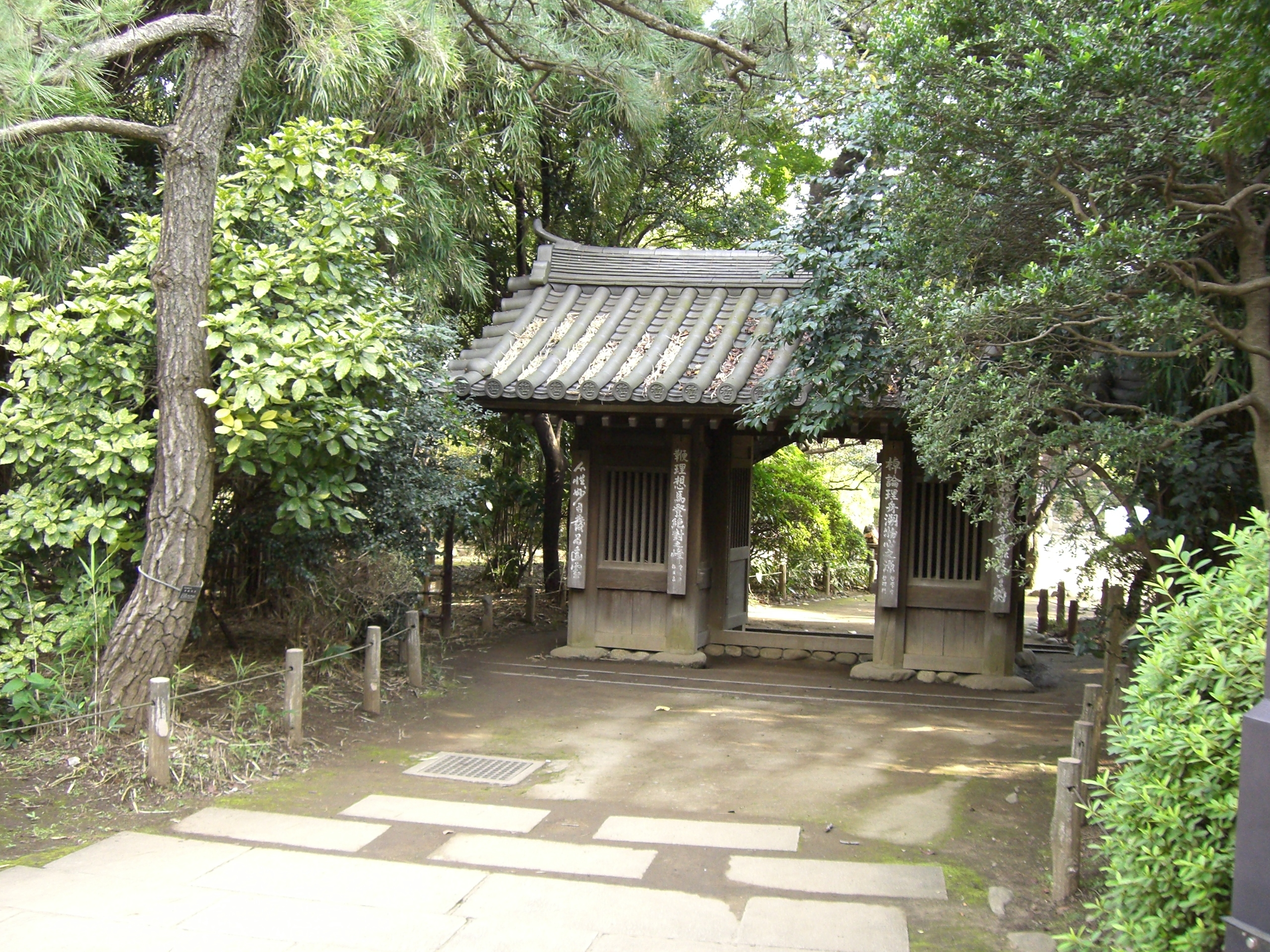
哲理門
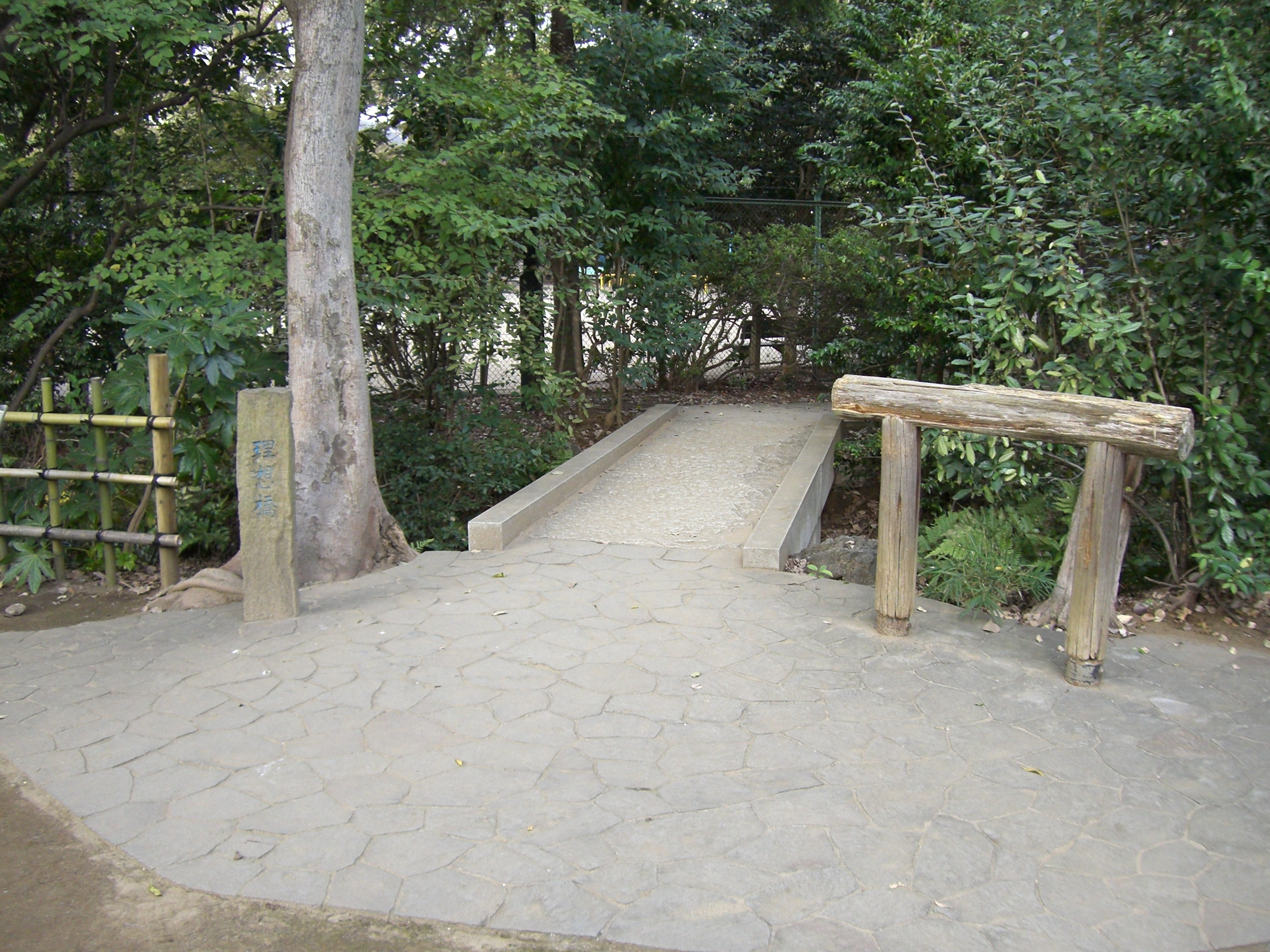
理想橋